# North American XB-21
Il North American XB-21, conosciuto anche con la designazione del costruttore NA-21, e raramente chiamato anche Dragon (dragone), fu un prototipo di aereo da bombardamento statunitense sviluppato dalla North American Aviation verso la fine degli anni trenta per essere valutato dalla United States Army Air Corps (il corpo che diverrà l'Aeronautica degli Stati Uniti). Il rivale nel confronto fu il Douglas B-18 Bolo, che risultò essere considerevolmente meno costoso e, malgrado l'ordinativo di una piccola quantità di apparecchi per valutazioni approfondite, l'XB-21 fu costruito in un unico esemplare.

## Storia del progetto
Il prototipo del NA-21 fu il primo apparecchio militare bimotore della North American Aviation e venne assemblato nella fabbrica di Inglewood (California) a partire dal 1936.
L'NA-21 fu un monoplano con ala incernierata al centro dell'altezza della fusoliera, tutto in metallo, propulso da due motori radiali Pratt & Whitney R-2180 Twin Hornet che adottavano due turbocomressori per il ristabilimento delle prestazioni ad alta quota.
L'equipaggio comprendeva sei o otto uomini, mentre l'armamento difensivo era notevole per l'epoca ed includeva ben 5 mitragliatrici Browning M1919 calibro 0,30. Era previsto che queste venissero alloggiate in torrette azionate idraulicamente, poste sul muso e sul dorso. Inoltre erano previste armi azionate manualmente installate sui fianchi o ventralmente. Fino a 10 000 libbre (circa 4 500 kg) di bombe potevano essere caricate nell'apposito vano interno, mentre un carico di sole 2 200 libbre (1 000 kg) garantiva un'autonomia di 1900 miglia (3 100 km).

## Collaudo e valutazione
Intrapresi il 22 dicembre del 1936 al Mines Field, i voli di collaudo della casa costruttrice individuarono alcuni problemi marginali. L'apparecchio, a cui fu assegnato il numero di matricola 38-485, era valutato assieme al concorrente dal disegno simile della Douglas Aircraft, una versione migliorata del fortunato B-18 Bolo.
Durante la corsa di decollo le torrette delle mitragliatrici si rivelarono prblematiche, i loro motori attuatori dimostrarono di essere sottopotenziati ed inoltre passavano raffiche di vento attraverso le feritoie per le canne. Come soluzione a questi problemi la torretta sul muso venne sagomata, mentre quella dorsale venne del tutto rimossa.
L'XB-21 rivelò migliori prestazioni rispetto al suo concorrente, ma il prezzo divenne il fattore prominente nella valutazione tra il Bolo e l'XB-21. Su questa base il B-18 modificato venne dichiarato vincitore della commessa, infatti la Douglas valutava il suo apparecchio 64 000 dollari ad esemplare, mentre la North American ben 122 000. L'ordinativo fu di 177 apparecchi, designati B-18A.
Malgrado ciò, l'Army Air Corps trovò le prestazioni del XB-21 tanto interessanti da ordinarne cinque esemplari di preserie, da designare YB-21. Subito dopo aver siglato il contratto, quest'ultimo venne annullato e nessuna nuova macchina venne mai costruita, lasciando l'XB-21 come unico esemplare. Utilizzato dalla North American Aviation, servì come aereo sperimentale fino alla sua radiazione.

### Velivoli comparabili
- Breguet Bre 693
- Bristol Blenheim
- Douglas B-18 Bolo
- Martin Model 146
- PZL.37 Łoś